# Estadi Sarrià
Das Estadi Sarrià (spanisch Estadio de Sarrià) war ein Fußballstadion im Stadtteil Sarrià der spanischen Metropole Barcelona, Autonome Gemeinschaft Katalonien. Es war von 1923 bis 1997 die Heimspielstätte des Fußballclubs Espanyol Barcelona.

## Geschichte
Das Stadion wurde 1923 fertiggestellt und am 18. Februar des Jahres eingeweiht. Das erste Spiel auf der Anlage bestritten Espanyol und der ebenfalls aus Barcelona stammende UE Sants (4:1), Es wurde vor allem für Fußballspiele von Espanyol Barcelona genutzt und fasste zuletzt 43.667 Zuschauer. Die Anlage war Spielort bei der Fußball-Weltmeisterschaft 1982. Hier fanden die drei Spiele der Gruppe C (Italien gegen Argentinien, Argentinien gegen Brasilien und Italien gegen Brasilien) statt. Das Spiel Italien gegen Brasilien war das entscheidende Spiel und wird von einigen Brasilianern Die Tragödie von Sarria („A tragedia do Sarria“) genannt.
Mitte der 1990er Jahre geriet Espanyol Barcelona in finanzielle und wirtschaftliche Schwierigkeiten und musste das Stadiongelände verkaufen. Als Grund für diese finanzielle Misere wird auch heute immer noch das verlorene UEFA-Pokal-Finale von 1988 gegen Bayer 04 Leverkusen genannt. Danach geriet der Verein in eine sportliche und wirtschaftliche Krise und konnte die hohen Anforderungen fortan nicht mehr erfüllen. 
1992 fanden einige Partien des olympischen Fußballturniers in diesem Stadion statt. Das letzte Spiel wurde am 21. Juni 1997, dem 42. Spieltag der Saison 1996/97, ausgetragen. Espanyol siegte gegen den FC Valencia mit 3:2. Noch im selben Jahr wurde das Stadion mit den umliegenden Einrichtungen abgerissen und neue, moderne Gebäude errichtet. Zu Zeiten des Abrisses gab es starke Proteste in der Stadt, die den Erhalt des Stadions forderten. Für Anhänger des Vereins ist Sarrià auch heute noch die wahre Heimstätte des Vereins.
Nach dem Verlassen des Estadi Sarrià nutzte der Club das Estadi Olímpic Lluís Companys, das Olympiastadion der Sommerspiele 1992. Zur Saison 2009/10 bezog Espanyol das neue, clubeigene Estadi Cornellà-El Prat.